# Tratatul Adams-Onís

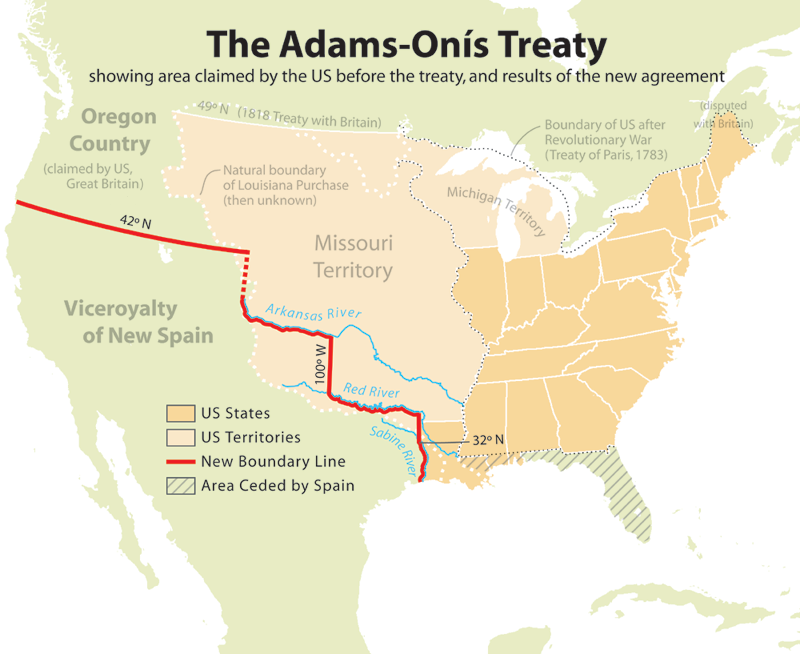
Hartă a rezultatului tratatului Adams–Onís.

Tratatul Adams–Onís din 1819 (denumit oficial Tratatul de Amiciție, Înțelegere și Granițe între Statele Unite ale Americii și Majestatea Sa Catolică, uneori denumit Tratatul de Achiziție a Floridei, sau Tratatul Transcontinental din 1819) a pus capăt unei dispute de frontieră din America de Nord, între Statele Unite și Spania. Tratatul a fost rezultatul tensiunilor crescânde între SUA și Spania privind drepturile teritoriale într-o perioadă de slăbire a puterii Spaniei în Lumea Nouă. Pe lângă cedarea Floridei către Statele Unite, tratatul a rezolvat o dispută teritorială din zona râului Sabine din Texas și a stabilit limitele teritoriului american și revendicările în zona Munților Stâncoși și spre vest către Oceanul Pacific în schimbul plății de către Statele Unite a revendicărilor locuitorilor zonei față de guvernul spaniol în valoare de 5.000.000 de dolari și a renunțării la revendicările asupra teritoriului din Texas de la vest de râul Sabine și a altor teritorii spaniole conform termenilor Achiziției Louisianei.

## Istoric

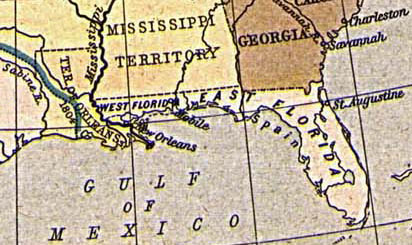
Florida de Est şi de Vest.

Tratatul a fost negociat din partea SUA de John Quincy Adams, Secretar de Stat în cabinetul președintelui James Monroe, iar de partea Spaniei de ministrul de externe Luis de Onís⁠(d).

### Coloniile Spaniei
Spania respinsese de fiecare dată până atunci tentativele americanilor de a cumpăra Florida. În 1818, însă, Spania se confrunta cu o situație îngrijorătoare în colonii, situație în care cedarea Floridei începea să aibă sens. Spania fusese epuizată de Războiul Peninsular și avea nevoie să-și recâștige credibilitatea și prezența în colonii. Revoluționarii din America Centrală și de Sud începeau să ceară independența. Spania nu era dispusă să facă vreo nouă investiție în Florida și se îngrijora din cauza graniței dintre colonia Mexic și Statele Unite. Spania nu avea aproape niciun fel de prezență guvernamentală sau militară în Florida și nu putea opri războinicii Seminole⁠(d) care traversau frecvent granița și atacau satele și fermele americane.
Până în 1819, Spania a fost obligată să negocieze, deoarece pierdea controlul asupra imperiului colonial din Americi, coloniile vestice fiind pregătite de revoltă. În timpul luptelor cu sclavii africani evadați, cu bandiții și cu amerindienii din Georgia americană din cadrul Primului Război Seminole, Andrew Jackson îi urmărise pe aceștia până în Florida spaniolă, dar, în același timp, a atacat și a capturat forturi spaniole din Florida, deoarece credea că acestea ajută raidurile efectuate pe teritoriul american. Spania a cerut intervenția britanicilor, dar Regatul Unit a refuzat să ajute Spania la negocieri. O parte din cabinetul președintelui James Monroe a cerut demiterea imediată a lui Jackson, dar Adams a realizat că SUA fuseseră puse într-o postură diplomatică favorabilă. Deși forța spaniolilor în Lumea Nouă era de multă vreme în declin, atacurile lui Jackson arătaseră americanilor, puterilor europene și revoluționarilor latino-americani cât de slabă ajunsese Spania pe continentul American. Abordând o poziție agresivă, Adams a reușit să negocieze niște condiții foarte favorabile.
Spania avea o viziune foarte restrictivă asupra Achiziției Louisianei din 1803, considerând că aceasta se referea doar la malul vestic al fluviului Mississippi și la orașul New Orleans. Statele Unite, pe de altă parte, susțineau că pământul achiziționat se întindea până la creasta Munților Stâncoși. În cele din urmă, SUA au acceptat să traseze granița de vest pe râul Sabine, dar Spania a insistat ca granița să fie Arroyo Hondo.

### Detaliile tratatului
În urma tratatului, Statele Unite au primit drepturi teritoriale asupra Floridei Spaniole (Florida de Est și de Vest britanice între 1763-1783) în schimbul plății de către Statele Unite a revendicărilor localnicilor față de guvernul spaniol în valoare totală de 5.000.000 de dolari și al renunțării la revendicările teritoriale din Texas la vest de râul Sabine și din alte zone spaniole. Tratatul a fost definitivat la 22 februarie 1819, la Washington, D.C., după care a fost ratificat și a intrat în vigoare la 22 februarie 1821. Comisia americană înființată pentru a adjudeca revendicările a luat în considerație circa 1800 de astfel de revendicări și le-a evaluat la 5.454.545,13. Întrucât tratatul limita plata la 5 milioane de dolari, comisia a redus suma de plată în fiecare caz proporțional cu 8,33%.
Tratatul Adams–Onís a rezolvat disputa privind trasarea de granițe clare, dând Statelor Unite Florida și Louisiana și Spaniei tot teritoriul de la vest de Louisiana din Texas până în California. Noua graniță a fost stabilită de la Golful Mexic spre nord pe râul Sabine până la paralela de 32 de grade latitudine nordică, și de acolo direct spre nord până la Red River, apoi spre vest de-a lungul Red River până la meridianul de 100 de grade longitudine vestică, de acolo direct spre nord până la râul Arkansas, apoi spre vest până la izvoarele acestuia, apoi nord până la paralela de 42 de grade latitudine nordică, și de acolo spre vest de-a lungul paralelei până la Oceanul Pacific. Neoficial, această graniță a fost denumită „Step Boundary” („granița în trepte”).
Revendicările Spaniei asupra Țării Oregon datau de la bula papală⁠(d) din 1493 care acordase Spaniei drepturile de colonizare a coastei de vest a Americii de Nord și de la acțiunile lui Vasco Núñez de Balboa din 1513, când el a revendicat întreaga „Mare a Sudului” (Oceanul Pacific) și pământurile de lângă ea în numele coroanei spaniole. Pentru a întări aceste revendicări vechi de 250 de ani, spre sfârșitul secolului al XVIII-lea, Spania a înființat un avanpost militar și comercial în Columbia Britanică de astăzi și a efectuat „acte de suveranitate” în Alaska de astăzi. Ca urmare a tratatului Adams–Onís, Statele Unite au obținut de la Spania drepturile asupra Țării Oregon de la nord de paralela 42.

### Impactul asupra teritoriilor
Pentru SUA, acest tratat a însemnat că acum revendica un teritoriu mai departe spre vest de râul Mississippi, până la Oceanul Pacific. Pentru Spania, el a însemnat păstrarea coloniilor din Texas împreună cu o zonă tampon între coloniile din California și New Mexico și teritoriul american. Adams considera că Oregonul va permite comerțul cu orientul și cu puterile economice din Pacific, și considera obținerea ieșirii la Pacific principala sa realizare.

## Punerea în aplicare
Washingtonul a înființat o comisie, între 1821 și 1824, care a recenzat revendicările americanilor față de Spania. Numeroși avocați, printre care Daniel Webster și William Wirt⁠(d), au reprezentat cetățenii în fața comisiei. În timpul activității sale, comisia a analizat 1.859 de revendicări cauzate de peste 720 de incidente de spoliere, și a distribuit cele 5 milioane de dolari într-o manieră cât mai corectă.
Tratatul a redus tensiunile dintre SUA și Spania (și după 1821, Mexic), și a permis susținătorilor reducerilor de buget din Congres să reducă fondurile destinate armatei și să respingă planurile de modernizare și extindere a armatei propuse de secretarul de război John C. Calhoun.
Tratatul a fost respectat de ambele părți până când a fost înlocuit cu tratatul de la Guadalupe Hidalgo din 1848, după ce SUA au învins Mexicul.

## Probleme ulterioare
Spania a ratificat tratatul în 1820, iar Statele Unite în 1821 (perioadă în care Spania și Mexicul erau implicate într-un război prelungit). Tratatul Adams-Onís a fost semnat cu Spania, iar Războiul Hispano-American a fost amânat cu 77 de ani. Spania a recunoscut în cele din urmă independența Mexicului prin tratatul de la Córdoba semnat la 24 august 1821. Deși Mexicul nu a fost inițial parte a tratatului, acesta l-a ratificat în 1831, inclusiv cu acceptarea paralelei 42 ca graniță nordică a Californiei. Până la jumătatea anilor 1830, însă, a apărut o controversă privind granița cu Texasul, controversă în care Statele Unite au arătat că râurile Sabine și Neches fuseseră schimbate între ele pe hărți, modificând frontiera în favoarea Mexicului. În consecință, granița estică a Texasului nu a fost clar stabilită decât la obținerea în 1836 a independenței de către Republica Texas, și recunoscută oficial doar după tratatul de la Guadalupe Hidalgo din 1848 de după Războiul Americano-Mexican. Tratatul de la Guadalupe Hidalgo a oficializat și cedarea de către Mexic a regiunii Alta California⁠(d) și a Sud-Vestului american, cu excepția teritoriului inclus în achiziția Gadsden.

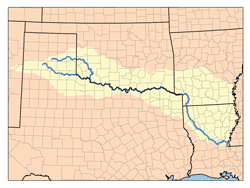
Bazinul Red River, suprapus pe harta statelor SUA. Teritoriul în dispută între Oklahoma şi Texas este între cei doi afluenţi, la est de meridianul 100 care formează astăzi graniţa dintre cele două state.

O altă dispută a apărut după aderarea Texasului la Uniune. Tratatul arăta că granița dintre teritoriile revendicate inițial de francezi la nord și cele revendicate de spanioli la sud era Rio Roxo de Natchitoches (Red River) până la meridianul 100 așa cum nota harta publicată de John Melish în 1818. Problema era că meridianul 100 de pe harta lui Melish trecea la circa 150 km est de locul său real, iar confluența unde se forma Red River era de fapt la 80 km est de meridianul 100. Texasul a revendicat teritoriul aflat la sud de afluentul nordic, iar SUA au revendicat teritoriul aflat la nord de afluentul sudic (curs de apă denumit ulterior Prairie Dog Town Fork Red River⁠(d)). În 1860, zona a fost organizată în comitatul Greer, Texas. Chestiunea a fost rezolvată abia în 1896 printr-o decizie a Curții Supreme a Statelor Unite, care a atribuit acel teritoriu statului Oklahoma.
Tratatul a dat naștere la o dispută despre graniță ulterioară între statele din Oregon și California, care rămâne nerezolvată. La statalitatea din 1850, California a stabilit cea de-a 42-a paralelă drept granița sa constituțională de jure, așa cum a existat din 1819, când teritoriul era parte din Mexicul spaniol. Într-un sondaj despre frontieră din 1868-1870, după admiterea Oregonului ca stat, s-au făcut erori în demarcarea și marcarea graniței Oregon-California, creând o dispută care continuă până în prezent.